# Castillo de Charlottenborg
Charlottenborg (Charlottenborgs slott) es una mansión en Motala a orillas del Motala ström en el condado de Östergötland, Suecia.
La mansión fue construida a mediados del siglo XVII por el conde Ludvig Wierich Lewenhaupt (1622-1668) y nombrada en honor a su esposa, Charlotte von Hohenlohe-Neuenstein (1626-1666). Charlottenborg fue la anterior residencia del General Adam Ludwig Lewenhaupt (1659-1719) y del ingeniero Daniel Fraser (1787-1849). La casa de mediados del siglo XVII que se muestra en un grabado en la topografía de Suecia antiqua et hodierna por Erik Dahlbergh (1625-1703) fue reconstruida según una moda más moderna en el siglo XVIII.
Desde 1959, la mansión ha sido propiedad del municipio de Motala. Hoy en día Charlottenborg alberga del Museo de Motala, con exhibiciones de la historia local. El museo también exhibe arte desde el siglo XVII al siglo XX. Entre los artistas representados hay obras de Bruno Liljefors (1860-1939) y Johan Krouthén (1858-1932).